# Естремадурський діалект

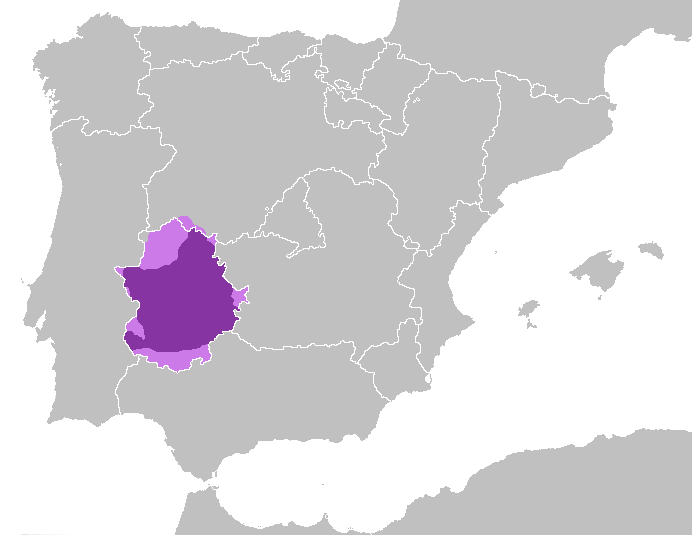
Мапа поширення діалекту

Естремадурський діалект (ісп. Castuo) — загальна назва для діалектів іспанської мови, на яких говорять в автономному співтоваристві Естремадура в Іспанії.

## Фонологічні характеристики
- Дебуккалізація (/s/ і /θ/ наприкінці мови перетворюється на [h] чи [ɦ]. Ця особливість й у всіх діалектів південної Іспанії.
- Часте опускання звуку d у будь-якому положенні. Ця особливість й у всіх діалектів південної Іспанії.
- Скорочення групи приголосних -nf до f
- Скорочення групи приголосних -rj до j
- Скорочення групи приголосних rn до nn
- Вимова початкового 'h' як глухого глоттального щілинного приголосного h у багатьох словах з початковою латинською F [2] . Ця особливість характерна також для багатьох андалузьких діалектів .
- Окказиональные заміни l / r на r / l також характерні для андалузьких діалектів.
- Втрата кінцевого r.

## Граматичні характеристики
- Зміщення артикля перед посівом, як в естромадурській мові.
- Використання зменшувальних суфіксів -ino та -ina, через вплив леонської мови.
- Використання артикля чоловічого роду er перед приголосними.